# Rivière Poularies
Pour les articles homonymes, voir Poularies (homonymie).
La rivière Poularies est un affluent de la rivière Dagenais, coulant dans les municipalités de Duparquet (Québec), Rapide-Danseur et Sainte-Germaine-Boulé, dans la municipalité régionale de comté (MRC) d’Abitibi-Ouest, dans la région administrative de l’Abitibi-Témiscamingue, au Québec, au Canada.
La rivière Poularies coule entièrement en territoire agricole et forestier. L’agriculture constitue la principale activité économique de ce bassin versant ; la foresterie en second.
Le bassin versant de la rivière Poularies est desservie par la route 388 (dans le sens est-ouest), le chemin du rang 1er et 10e (sens est-ouest) et le chemin du 4e et 5e rang Ouest (sens est-ouest).
Annuellement, la surface de la rivière est habituellement gelée de la mi-novembre à la mi-avril, toutefois la circulation sécuritaire sur la glace se fait généralement de la mi-décembre à la fin mars.

## Géographie
La rivière Poularies prend sa source d’un petit lac non identifié situé dans la partie nord de Duparquet, soit presqu’à la limite de Rapide-Danseur. Ce lac est situé à 3,6 km au nord de la route 393 et du côté nord de la zone de tête de la rivière Lanaudière.
Les principaux bassins versants voisins de la rivière Poularies sont :
- côté nord : rivière Dagenais, Lac Abitibi, rivière La Sarre, ruisseau du Lièvre ;
- côté est : rivière Fréville, ruisseau Lépine, lac Loïs ;
- côté sud : lac Duparquet, rivière Lanaudière, rivière D'Alembert, lac Dufresnoy ;
- côté ouest : rivière Duparquet, rivière du Québec, rivière Mattawasaga (Ont.), lac Abitibi.

À partir de sa source, la rivière Poularies coule sur environ 25 km selon les segments suivants :
- 7,0 km vers le nord-est en zone forestière et agricole, jusqu’au chemin du 1er et 10e rang ;

jusqu’à la route 393 ;
- 3,9 km vers le nord en zone agricole, jusqu’au chemin du 2e et 3e rang, en passant à 2,7 km à l'est du centre du village de Sainte-Germaine ;
- 5,3 km vers le nord en zone agricole en serpentant jusqu’à au chemin du 4e et 5e rang ouest ;
- 1,1 km vers le nord en serpentant en zone agricole, jusqu’à son embouchure[2]

Cette embouchure est localisée à :
- 15,0 km à l’est de l’embouchure de la rivière Dagenais ;
- 11,1 km à l’est du centre du village de Palmarolle ;
- 34,0 km à l’est de la frontière de l’Ontario ;
- 83,0 km à l’est de l’embouchure du Lac Abitibi (en Ontario) ;
- 43,0 km au nord-ouest du centre-ville de Rouyn-Noranda.

L’embouchure de la rivière Poularies est située dans un coude de rivière à la fin de deux serpentins, sur la rive sud de la rivière Dagenais. De là, le courant coule sur 13,6 km vers le sud-ouest en serpentant jusqu’à l’embouchure de la rivière Palmarolle, puis 8,2 km vers le nord-ouest, jusqu’à l’embouchure de la rivière Dagenais. À partir de cette embouchure, le courant traverse le lac Abitibi sur 87,5 km vers l’ouest, en contournant cinq grandes presqu’îles s’avançant vers le nord et plusieurs îles.
À partir de l’embouchure du lac Abitibi, le courant emprunte le cours de la rivière Abitibi, puis de la rivière Moose pour aller se déverser sur la rive sud de la baie James.

## Toponymie
Cet hydronyme évoque les faits d'armes du lieutenant-colonel François-Médard de Poularies, de Poularies ou Poulariès, commandant de la compagnie Poulharies, de Poularies, du régiment Royal-Roussillon en Nouvelle-France. Lévis avait qualifié François Médard « d’officier de grands talents, propre à être employé dans toutes sortes de commission, à la guerre ».
Le toponyme rivière Poularies a été officialisé le 5 décembre 1968 à la Commission de toponymie du Québec, soit à la création de cette commission.